# Estación de Villejuif - Louis Aragon
La estación de Villejuif - Louis Aragon es una estación del metro de París situada en la comuna de Villejuif, al sur de París. Es uno de los terminales de la línea 7 y terminal del ramal de Villejuif, uno de los dos ramales en los que se divide la parte sur de la línea. 

## Historia
La estación fue inaugurada el 26 de febrero de 1986. Con ello se cerró el nuevo ramal sur de la línea 7 que venía a dividir la línea en dos tramos desde Maison Blanche. Debe su nombre a la comuna de Villejuif y al escritor francés Louis Aragon.

## Descripción
Es una estación subterránea, compuesta de dos andenes laterales y de dos vías. Su diseño se aleja del clásico diseño del metro parisino ya que si bien sigue utilizando los azulejos blancos estos son de un tamaño mucho menor a lo habitual y su colocación se realiza en diagonal. Tampoco sigue el esquema de bóveda ya que su techo es plano y las paredes, que muestran algunos tramos de color verde pistacho, son rectas. Su estructura se completa con otras tres vías de garaje.